# WeChat
WeChat (en xinès: 微信,pinyin: Wēixìn, literalment «micro missatge») és una aplicació mòbil de missatgeria instantània de text i de veu, un mitjà de comunicació social i un sistema de pagament mòbil, creat per Tencent, llançat al gener de 2011.

## Servei
L'aplicació està disponible per Android, iPhone, BlackBerry, Windows Phone i per les plataformes Symbian s40 i s60. Entre els idiomes suportats poden incloure els següents idiomes: xinès tradicional/simplificat, castellà, indonesi, malai, japonès, coreà, polonès, italià, tailandès, vietnamita, hindi, rus i anglès. WeChat és compatible amb Wi-Fi, 2G, 3G i xarxes de dades 4G. Proporciona comunicació multimèdia amb la missatgeria de text, missatgeria en espera per parlar per veu, transmissió de missatgeria, foto/vídeo compartit, compartir la ubicació i l'intercanvi d'informació de contacte. Dona suport a la creació de xarxes socials a través de streaming, feed de contingut i plugs socials basats en la localització (Shake, Look Around i Drift Botte) per conversar i connectar-se amb els usuaris locals i internacionals utilitzant WeChat. Les fotos poden ser preses i adornades amb filtres artístics, que es col·loquen en un diari de fotos personals per compartir amb altres usuaris. Les dades d'usuaris estan protegides a través d'una còpia de seguretat de contactes a la carta i la recuperació des del núvol. Ofereix una plataforma de xarxa social que remarca la privacitat de l'usuari i el rendiment de resposta ràpida. El registre s'ha completat a través de Facebook Connect telèfon mòbil o Tencent QQ. L'aplicació va ser llançada inicialment com a Weixin a la Xina el gener del 2011, i amb suport en altres idiomes l'octubre del 2011, i anomenada WeChat a l'abril del 2012. S'està promovent a l'Índia a través de jocs d'atzar Ibibo, en els quals Tencent té una participació.
Al gener de 2016, Tencent va llançar WeChat Out, un servei VOIP que permet als usuaris fer trucades a telèfons mòbils i fixes a tot el món. Aquesta funció permetia adquirir crèdits a l'aplicació amb una targeta de crèdit. Inicialment, WeChat Out només estava disponible als Estats Units, Índia i Hong Kong, però més tard es va expandir a Tailàndia, Macau, Laos i Itàlia.
Al març de 2017, Tencent va llançar WeChat Index. En introduir una consulta de cerca a la pàgina de l'índex de WeChat, els usuaris podien verificar la popularitat d'aquell terme en els darrers 7, 30 o 90 dies. Les dades es van obtenir de dades dels comptes oficials de WeChat, i en l'avaluació es van utilitzar indicadors com intercanvis en xarxes socials, "m'agrades" i lectures.
Els usuaris que proporcionaven informació sobre el compte bancari podien utilitzar l'aplicació per pagar factures, demanar productes i serveis, transferir diners a altres usuaris i pagar en botigues, si les botigues tenien l'opció de pagament Weixin. Terceres parts verificades, conegudes com a "comptes oficials", ofereixen aquests serveis, desenvolupant aplicacions lleugeres "dins de l'aplicació". Els usuaris poden vincular els seus comptes en bancs xinesos, així com a Visa, MasterCard i JCB.
Al maig de 2017, Tencent va llançar funcions de fil de notícies i cerca a la seva aplicació WeChat. Financial Times va informar que això era un "desafiament directe al motor de cerca xinès Baidu".
El 2017 es va informar que WeChat estava desenvolupant una plataforma de realitat augmentada (AR) com a part de la seva oferta de serveis. El seu equip d'intel·ligència artificial estava treballant en un motor de renderització 3D per crear aparences realistes d'objectes detallats en aplicacions AR per a telèfons intel·ligents. També estaven desenvolupant tecnologia de localització i mapatge simultani, que ajudaria a calcular la posició dels objectes virtuals en relació amb el seu entorn, permetent interactuar amb AR sense utilitzar marcadors com codis de resposta ràpida o imatges especials.

## Disponibilitat
L'aplicació està disponible en l'App Store d'iTunes, Google Play Store per Android.
Una de les seves actualitzacions de la millora del funcionament fou incorporar un traductor per més de 20 idiomes. Per traduir aquests missatges, s'ha de deixar pressionat sobre el text i seleccionar la casella traduir per efectuar l'operació.